# Diocesi di Zaba
La diocesi di Zaba (in latino Dioecesis Zabaënsis) è una sede soppressa e sede titolare della Chiesa cattolica.

## Storia
Zaba, forse identificabile con le rovine di Tolga nel territorio di Zab nell'odierna Algeria, è un'antica sede episcopale della provincia romana di Numidia.
Sono solo due i vescovi documentati di questa diocesi. Alla conferenza di Cartagine del 411, che vide riuniti assieme i vescovi cattolici e donatisti dell'Africa romana, prese parte il donatista Lucio, episcopus Zabensis, senza avversario cattolico. Non essendo indicata la provincia di appartenenza, questo vescovo potrebbe essere attribuito anche alla diocesi di Zabi della Mauritania Sitifense.
Secondo vescovo noto di questa diocesi è Cresconio, il cui nome appare al 70º posto nella lista dei vescovi della Numidia convocati a Cartagine dal re vandalo Unerico nel 484; Cresconio, come tutti gli altri vescovi cattolici africani, fu condannato all'esilio.
Dal 1933 Zaba è annoverata tra le sedi vescovili titolari della Chiesa cattolica; dal 19 dicembre 2003 il vescovo titolare è Edgar Hernando Tirado Mazo, già vicario apostolico di Tierradentro.

## Cronotassi

### Vescovi residenti
- Lucio ? † (menzionato nel 411) (vescovo donatista)
- Cresconio † (menzionato nel 484)

### Vescovi titolari
- Nicola Capasso † (16 febbraio 1966 - 30 aprile 1968 deceduto)
- Bruno Desrochers † (24 maggio 1968 - 24 novembre 1970 dimesso)
- Cirilo Reyes Almario † (22 agosto 1973 - 15 dicembre 1977 succeduto vescovo di Malolos)
- Luciano Giovannetti † (15 febbraio 1978 - 27 maggio 1981 nominato vescovo di Fiesole)
- Anton Pain Ratu, S.V.D. † (2 aprile 1982 - 3 febbraio 1984 nominato vescovo di Atambua)
- Juan de Dios Mataflorida Pueblos † (29 aprile 1985 - 3 febbraio 1987 nominato vescovo di Kidapawan)
- Giuseppe Mani (29 ottobre 1987 - 7 marzo 1998 dimesso)
- Antony Pappusamy (5 novembre 1998 - 10 novembre 2003 nominato vescovo di Dindigul)
- Edgar Hernando Tirado Mazo, M.X.Y., dal 19 dicembre 2003